# Europaturm
De Europaturm ("Europatoren", ook wel "Ginnemer Spaschel" of asperge van Ginnheim, of "Fernsehturm" of televisietoren genoemd) is een 337,5 meter hoge telecommunicatiezendmast in Frankfurt am Main in Duitsland. Na de Fernsehturm in Berlijn is het de hoogste zendmast van Duitsland.

## Ontwerp
De toren werd ontworpen door Erwin Heinle. De bouw van de toren begon in 1974. Vijf jaar later werd hij afgewerkt, en zelfs zonder de masten bovenaan was het de grootste constructie in de Bondsrepubliek. De basis is 59 meter breed. Hiermee is het de breedste toren ter wereld.
De schotel boven aan de toren kan draaien. Enkele jaren was er een restaurant en discotheek in gevestigd, maar sinds 1999 is de toren voor alle bezoek gesloten.
Eind 2004 werd de zendmast boven aan de toren vervangen. De nieuwe antenne verhoogt de totale hoogte tot 337,5 meter. De toren is hiermee ruwweg even hoog als de Eiffeltoren te Parijs.